# ورزشگاه لوکوموتیو
ورزشگاه لوکوموتیو، یک ورزشگاه فوتبال در شهر تاشکند ازبکستان ساخته شده است؛ این ورزشگاه میزبان بازی‌های خانگی باشگاه فوتبال لوکوموتیو تاشکند در رقابت‌های اوزبک لیگ است.

این ورزشگاه از سال ۱۱ مه ۲۰۱۲ بازگشایی شده و گنجایش ورزشگاه ۸٬۰۰۰ هزار نفر می‌باشد.

این ورزشگاه علاوه بر میزبان بازی‌های خانگی تیم لوکوموتیو میزبان بازی‌های تیم اف‌کی آندیجان نیز می‌باشد.